# 中国驻吉尔吉斯斯坦大使列表
本列表为中華人民共和國驻吉尔吉斯斯坦历任大使名录。

## 历任中国驻吉尔吉斯斯坦大使

### 中华人民共和国驻吉尔吉斯斯坦大使（1992年至今）
1992年1月5日，中华人民共和国与吉尔吉斯斯坦建交，开始派遣驻吉尔吉斯斯坦大使。5月6日，中国驻吉尔吉斯斯坦大使馆正式开馆。
| 姓名   | 任命           | 任命           | 到任           | 递交国书       | 免职           | 免职           | 离任       | 外交衔级 | 外交职务     | 备注 |
| 姓名   | 全国人大常委会 | 主席           | 到任           | 递交国书       | 全国人大常委会 | 主席           | 离任       | 外交衔级 | 外交职务     | 备注 |
| ------ | -------------- | -------------- | -------------- | -------------- | -------------- | -------------- | ---------- | -------- | ------------ | ---- |
| 潘占林 | 1992年7月1日   | 1992年8月22日  | 1992年8月      | 1992年8月25日  | 1994年12月29日 | 1995年6月2日   | 1995年4月  | 大使     | 特命全权大使 |      |
| 姚培生 | 1994年12月29日 | 1995年6月2日   | 1995年4月      | 1995年5月12日  | 1997年12月29日 | 1998年4月16日  | 1998年3月  | 大使     | 特命全权大使 |      |
| 陈忠诚 | 1997年12月29日 | 1998年4月16日  | 1998年3月      | 1998年3月31日  | 1999年8月30日  | 1999年11月12日 | 1998年8月  | 大使     | 特命全权大使 |      |
| 张志明 | 1999年8月30日  | 1999年11月12日 | 1999年10月     | 1999年11月25日 | 2001年4月28日  | 2001年9月11日  | 2001年8月  | 大使     | 特命全权大使 |      |
| 宏九印 | 2001年4月28日  | 2001年9月11日  | 2001年8月      | 2001年8月29日  | 2003年6月28日  | 2003年9月28日  | 2003年8月  | 大使     | 特命全权大使 |      |
| 张延年 | 2003年6月28日  | 2003年9月28日  | 2003年8月22日  | 2003年8月25日  | 2008年10月28日 | 2009年4月9日   | 2009年3月  | 大使     | 特命全权大使 |      |
| 王开文 | 2008年10月28日 | 2009年4月9日   | 2009年3月27日  | 2009年3月31日  | 2012年10月26日 | 2013年2月25日  | 2013年2月  | 大使     | 特命全权大使 |      |
| 齐大愚 | 2012年10月26日 | 2013年2月25日  | 2013年2月27日  | 2013年4月24日  | 2016年7月2日   | 2016年10月8日  | 2016年8月  | 大使     | 特命全权大使 |      |
| 肖清华 | 2016年7月2日   | 2016年10月8日  | 2016年9月      | 2016年10月26日 | 2018年12月29日 | 2019年4月4日   | 2019年2月  | 大使     | 特命全权大使 |      |
| 杜德文 | 2018年12月29日 | 2019年4月4日   | 2019年3月7日   | 2019年3月13日  |                | 2025年1月9日   | 2024年12月 | 大使     | 特命全权大使 |      |
| 刘江平 |                | 2025年1月9日   | 2024年12月30日 | 2025年1月22日  | 现任           |                |            | 大使     | 特命全权大使 |      |